# Perlomyia martynovi
Perlomyia martynovi är en bäcksländeart som först beskrevs av Zhiltzova 1975.  Perlomyia martynovi ingår i släktet Perlomyia och familjen smalbäcksländor. Inga underarter finns listade i Catalogue of Life.